# Ung kvinna som pudrar sig

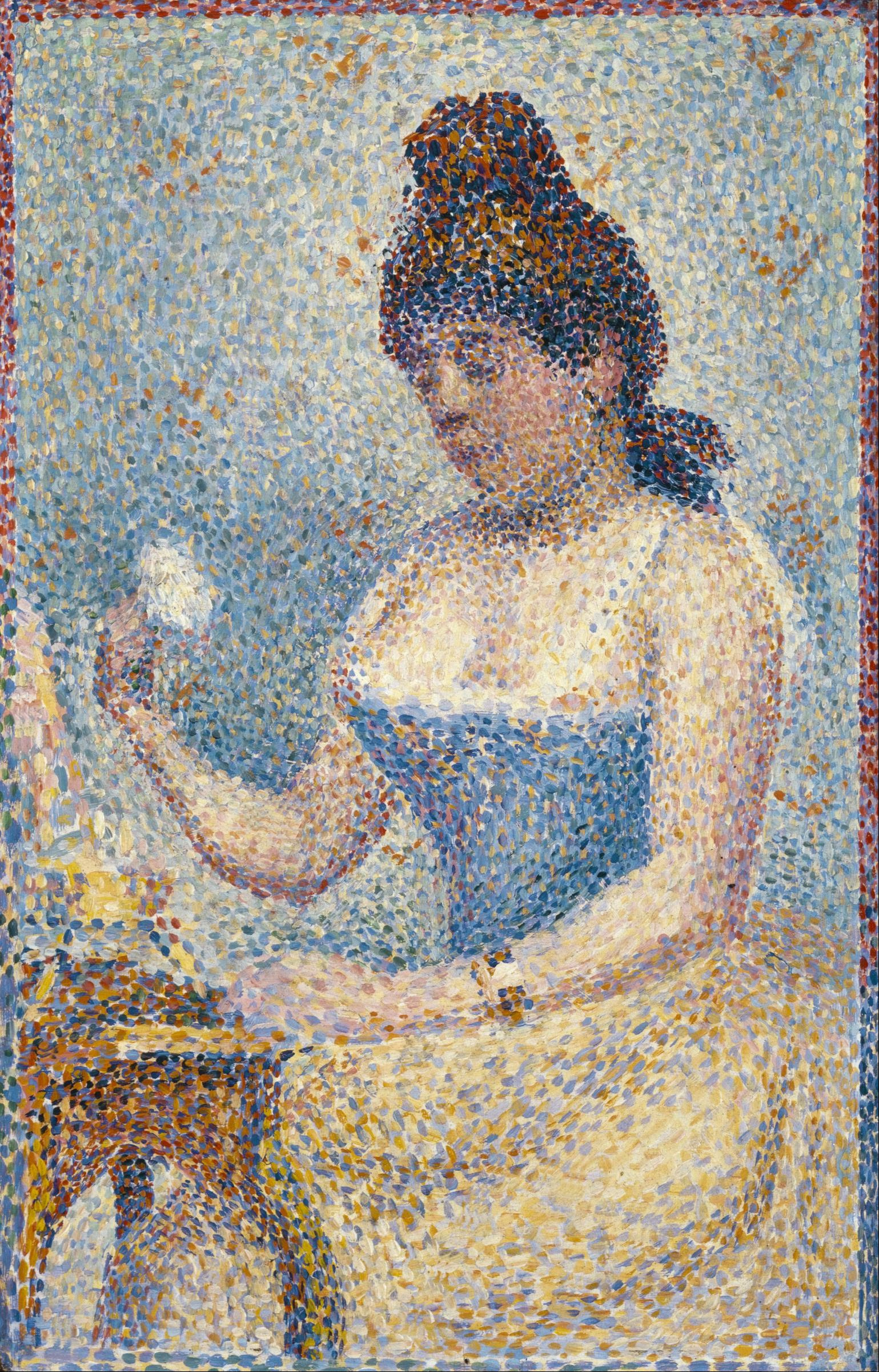
Skiss från 1889 i Museum of Fine Arts, Houston i Houstons ägo.

Ung kvinna som pudrar sig (franska: Jeune femme se poudrant) är en oljemålning av den franske neoimpressionistiske konstnären Georges Seurat. Den målades 1888–1890 och ingår sedan 1932 i Courtauld Institute of Arts samlingar i London. 
Målningen porträtterar Madeleine Knobloch som Seurat hade en hemlig relation med. Den slutade i tragedi när Seurat och deras gemensamma son hastigt avled i difteri 1891 – året efter färdigställandet av Ung kvinna som pudrar sig. Hon var då gravid med deras andra barn som dog efter födseln. 
Seurats konst kännetecknas av en systematisk stil som han själv utvecklade: pointillismen. Museum of Fine Arts i Houston äger en skiss av Ung kvinna som pudrar sig.